# Galeosoma crinitum
Galeosoma crinitum là một loài nhện trong họ Idiopidae.
Loài này thuộc chi Galeosoma. Galeosoma crinitum được J. Hewitt miêu tả năm 1919.